# Plassac (Gironda)
Plassac è un comune francese di 917 abitanti situato nel dipartimento della Gironda nella regione della Nuova Aquitania.

## Società

### Evoluzione demografica
Abitanti censiti